# Jules Lowie
Jules Lowie (Nokere, Kruishoutem, 6 de outubro de 1913 - Deinze, 2 de agosto de 1960) era um ciclista belga que foi profissional entre 1935 e 1947. Durante estes anos conseguiu 15 vitórias, a mais destacada das quais foi a Paris-Nice de 1938.

## Palmarés
- 1938
  - 1.º na Paris-Nice
  - Vencedor de uma etapa na Paris-Saint Étienne
- 1942
  - 1.º em Valkenburg
  - 1.º em St.martens Lierde
  - 1.º em Jette
  - 1.º em Flémalle-Haute
  - 1.º em Eine
- 1943
  - 1.º em Zulte
  - 1.º em Merelbeke
  - Vencedor de uma etapa a.C.rcuito da Bélgica
- 1944
  - 1.º em Koekelberg
  - 1.º em Zulte
  - 1.º em Ruislede
  - 1.º em Olsene
- 1945
  - 1.º em Nederzwalm

### Resultados ao Tour de France
- 1935. 5.º da classificação geral
- 1937. Abandona (17.ª etapa)
- 1938. 7.º da classificação geral
- 1939. Abandona (8.ª etapa)